# Třída Barracouta
Třída Barracouta byla třída chráněných křižníků třetí třídy britského královského námořnictva. Celkem byly postaveny čtyři jednotky této třídy. Ve službě byly od roku 1890. Po vyřazení byly sešrotovány. Byly to první britské křižníky poháněné parními stroji s trojnásobnou expanzí a vyzbrojené rychlopalnými kanóny.

## Stavba
Křižníky byly upraveny pro službu v zámoří. Celkem byly v letech 1888–1890 postaveny čtyři jednotky této třídy.
Jednotky třídy Barracouta:
| Jméno      | Loděnice            | Založení kýlu | Spuštěna        | Vstup do služby | Poznámka              |
| ---------- | ------------------- | ------------- | --------------- | --------------- | --------------------- |
| Barracouta | Sheerness Dockyard  | 1888          | 16. května 1889 | 1890            | Prodán do šrotu 1905. |
| Barrosa    | Portsmouth Dockyard | květen 1888   | 16. dubna 1889  | 1890            | Prodán do šrotu 1905. |
| Blanche    | Pembroke Dockyard   | květen 1888   | 6. září 1889    | 1890            | Prodán do šrotu 1905. |
| Blonde     | Pembroke Dockyard   | květen 1888   | 22. října 1889  | 1890            | Prodán do šrotu 1905. |

## Konstrukce
Křižníky nesly šest 120mm kanónů, které doplňovaly čtyři 47mm kanóny, dva kulomety a dva 356mm torpédomety. Pohonný systém tvořily čtyři kotle a dva tříválcové parní stroje s trojnásobnou expanzí o výkonu 1750 ihp, pohánějící dva lodní šrouby. Nejvyšší rychlost dosahovala 15 uzlů. Dosah byl 3400 námořních mil při rychlosti 10 uzlů.

### Modernizace
V letech 1900–1902 dostaly křižníky Blonde a Blanche nové kotle Laird.